# The Red Sun in the Sky
The Red Sun in the Sky (en chinois : 天上太陽紅彤彤, Tiān shàng tàiyáng hóng tóng tóng, en français : Le Soleil dans le ciel est rouge) est une chanson communiste chinoise faisant l'éloge de Mao Zedong. En 2021, cette chanson est devenue inopinément populaire sur Internet en Occident.